# Thermosensation
La thermosensation désigne la sensibilité aux variations de température, permise par des capteurs spécifiques situés dans la peau. 
Tous les individus n'ont pas les mêmes préférences thermiques : on appelle ainsi frilosité une sensibilité particulière au froid (le phénomène inverse existe également mais n'a pas de dénomination en français). 

## Mécanisme
On appelle « thermorécepteurs » les récepteurs nerveux qui détectent les variations de température cutanée (et non la température ambiante). Ils envoient une information afférente aux centres de régulation hypothalamiques qui agissent en envoyant des informations efférentes vers des systèmes régulants (glandes sudoripares, muscles lisses et squelettiques) permettant le maintien quasi constant de la valeur de consigne. Les récepteurs au froid, liés à des fibres myéliniques fines, sont superficiels, localisés dans l'épiderme ; les récepteurs au chaud, liés à des fibres amyéliniques de type C, sont plus profonds dans le derme.
La sensation de froid est principalement captée au niveau de terminaisons nerveuses de l'épiderme par la protéine-canal ionique TRPM8 (transient receptor potential cation channel subfamily M [melastatin] member 8). Ce récepteur est exprimé dans des neurones thermosensibles impliqués dans la détection du froid non douloureux : il s’active pour des températures inférieures à 28 °C environ, et des souris de laboratoire artificiellement privées de ce récepteur présentent un déficit majeur de perception du froid. A des températures inférieures à 15 °C environ, un autre capteur s'active : TRPA1 (transient receptor potential cation channel subfamily A member 1), qui signale le froid douloureux. En-dessous de 10 °C de température cutanée (ce qui demande une température ambiante extrêmement basse), le froid anesthésie les récepteurs.
A l'inverse, la sensation de chaleur est détectée par un canal cationique non-sélectif, TRPV1 (transient receptor potential cation channel subfamily V member 1). Cette protéine est exprimée spécifiquement par les thermorécepteurs qui détectent le chaud, et s’active lorsque la température dépasse environ 42-44 °C. Au-delà de 46 °C, les neurones nociceptifs prennent le relais. 
Ces mécanismes ont été principalement mis en évidence par David Julius (professeur à l’université de Californie à Los Angeles), et Ardem Patapoutian (professeur à l’institut de recherche Scripps à la Jolla, Californie), qui ont reçu le prix Nobel de physiologie ou médecine 2021 pour « leurs découvertes des récepteurs de la température et du toucher ».
Il existe une fourchette de température cutanée dite de « neutralité thermique » au sein de laquelle aucune sensation thermique n'est décelée. Elle se situe généralement, chez l'humain, entre 33 et 35 °C pour la surface entière du corps ou entre 30 et 36 °C pour une surface de 15 cm2, mais est variable entre individus (voir sections suivantes).
Le message nerveux est ensuite transmis au cortex insulaire postérieur, qui semble posséder une région spécialisée dans la thermosensibilité, ainsi qu'au cortex somatosensoriel primaire (même région que le toucher) pour le froid uniquement. 

## Facteurs
Plusieurs facteurs semblent déterminer la thermosensation, et donc la frilosité comparative entre individus : 
- Le rapport entre graisse et muscle, sachant que si la graisse isole (notamment la graisse sous-cutanée), elle ne génère pas de chaleur contrairement aux tissus musculaires[5]. La graisse sous-cutanée entraînerait donc une moindre frilosité, mais une faible masse musculaire rend plus frileux[6]. Il existe aussi chez l'adulte une toute petite fraction de « graisse brune », qui produit de la chaleur et pourrait expliquer les disparités entre individus.
- Le taux métabolique (c’est-à-dire la quantité d’énergie brûlée par le corps au repos) varie également entre les individus, et avec l'âge[6].
- La frilosité semble également liée à la circulation sanguine[6] : certains troubles circulatoires comme le Syndrome de Raynaud peuvent ainsi entraîner une bien plus grande sensibilité au froid.
- Certains troubles métaboliques temporaires, notamment des carences alimentaires (anémie) mais aussi le manque de sommeil voire une attaque de panique, peuvent avoir pour effet une augmentation de la sensibilité au froid[6].
- Plusieurs maladies peuvent avoir comme symptôme une frilosité accentuée, comme l'hypothyroïdie[6].
- L'âge, le sexe et l'origine ethnique ont aussi un impact sur la thermosensation, notamment du fait que les thermorécepteurs sont affectés par les hormones stéroïdiennes[5] (voir section suivante).
- Enfin, des critères psychologiques peuvent aussi entrer en compte[6].

## Différences catégorielles au sein de la population

### Entre sexes
La thermosensation semble varier de manière importante entre les sexes : « La température ambiante idéale se situerait, selon les diverses recherches, entre 22 °C et 24 °C chez les hommes contre 24,5 °C et 26 °C chez les femmes ». Cela s'explique essentiellement par le fait que la testostérone inhibe la protéine-canal TRPM8 qui capte le froid ambiant par des terminaux nerveux cutanés, mais aussi par le fait que  l’œstrogène épaissit le sang, qui irrigue ainsi moins les extrémités. Le taux métabolique est également plus faible chez les femmes que chez les hommes. 

### En fonction de l'âge
La production de ces deux hormones diminuant avec l'âge, les hommes tendent toutefois à devenir plus frileux en vieillissant et les femmes moins ; néanmoins d'autres facteurs dus au vieillissement peuvent alors tempérer cette évolution. 

### Spécificités ethniques
Certains peuples semblent également avoir développé des adaptations génétiques au froid au cours de l'évolution, notamment les inuits (grâce au gène TBX15 apparemment hérité de l'homme de Denisova, qui augmente la quantité de « graisse brune »).